# 267 v. Chr.
Portal Geschichte | Portal Biografien | Aktuelle Ereignisse | Jahreskalender | Tagesartikel

◄ |
4. Jahrhundert v. Chr. |
3. Jahrhundert v. Chr. |
2. Jahrhundert v. Chr. |
►

◄ | 280er v. Chr. | 270er v. Chr. | 260er v. Chr. | 250er v. Chr. |
240er v. Chr. |
►

◄◄ | ◄ | 270 v. Chr. | 269 v. Chr. | 268 v. Chr. | 267 v. Chr. |
266 v. Chr. |
265 v. Chr. |
264 v. Chr. |
► |
►►
Staatsoberhäupter

## Ereignisse

### Westliches Mittelmeer

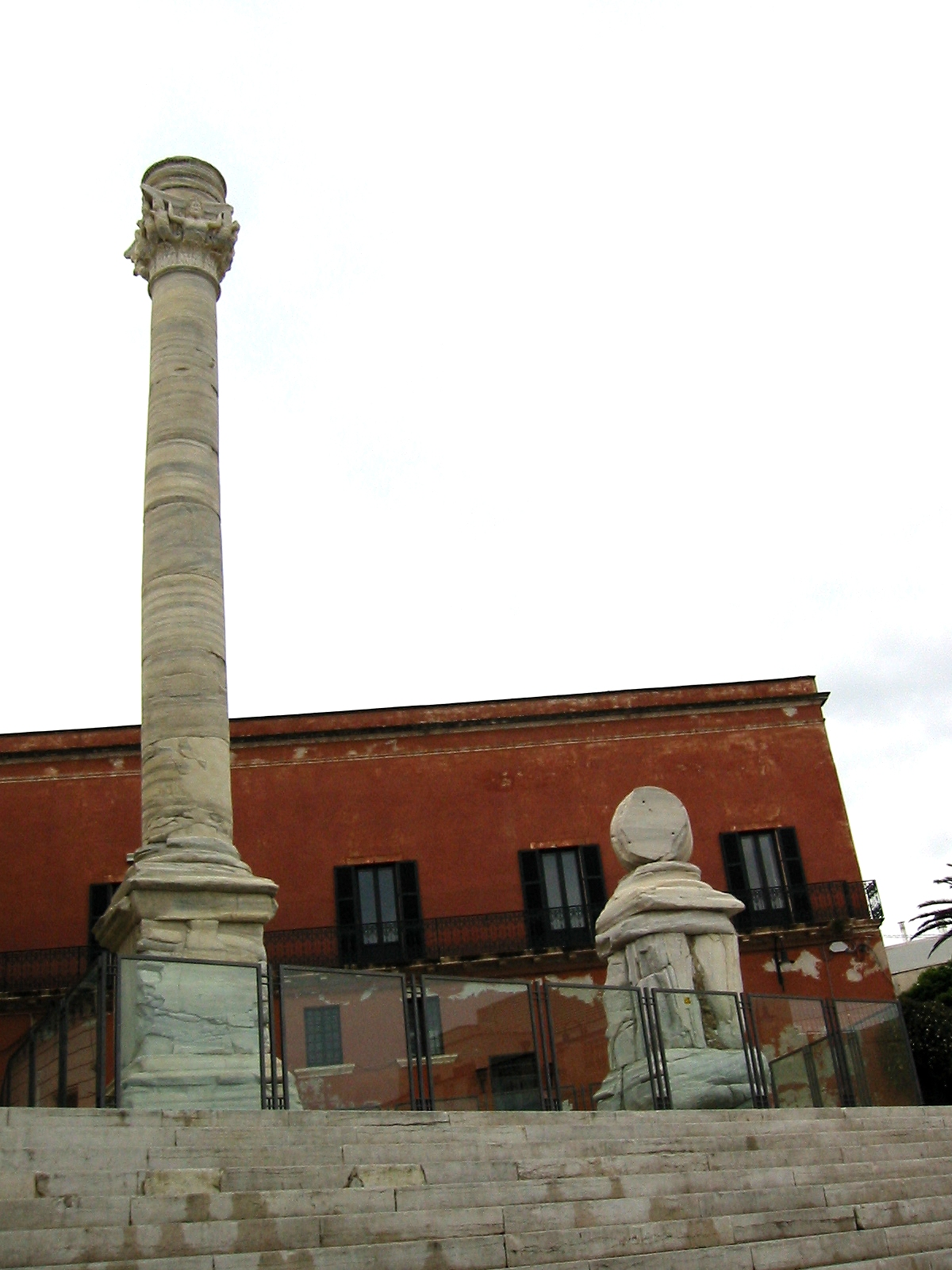
Säulen am Ende der Via Appia am Hafen von Brindisi

- Die Römer unterwerfen unter Konsul Marcus Atilius Regulus die aufständischen Sallentiner in Kalabrien. Die Via Appia wird in der Folge zur Kontrolle der Region von Venusia über Tarentum bis Brundisium verlängert.
- Die Zahl der Quästoren in Rom wird von vier auf acht erhöht.

### Östliches Mittelmeer
- Athen, wo die antimakedonische Partei unter Chremonides Zulauf bekommen hatte, erklärt Antigonos II. Gonatas, dem König von Makedonien, den Krieg. Sparta schließt sich an. Athen und Sparta werden dabei vom ägyptischen König Ptolemaios II. unterstützt. Beginn des Chremonideischen Krieges. Antigonos fällt in Attika ein.
- Ptolemaios II. von Ägypten macht seinen Sohn Ptolemaios zum Mitregenten. Er wird im Chremonideischen Krieg Kommandeur der ägyptischen Truppen an der ionischen Küste.

### Asien
- 268/267 v. Chr.: Der seleukidische König Antiochos I. lässt seinen ältesten Sohn Seleukos wegen Rebellion hinrichten. An seiner Stelle wird Antiochos II. Thronfolger.